# Agostino Pipia
Agostino Pipia OP (ur. 1 października 1660 w Seneghe, zm. 21 lutego 1730 w Rzymie) – włoski kardynał.

## Życiorys
Urodził się 1 października 1660 roku w Seneghe. W młodości wstąpił do dominikanów, a następnie został wykładowcą na Majorce. W latach 1721–1725 był generałem zakonu. 24 grudnia 1724 roku został kreowany kardynałem prezbiterem i otrzymał kościół tytularny San Sisto. Tego samego dnia został wybrany biskupem Osimo, a 31 grudnia przyjął sakrę. W 1726 roku zrezygnował z zarządzania diecezją. Zmarł 21 lutego 1730 roku w Rzymie.